# Ласло Ковач (політик)
Ла́сло Ко́вач (угор. Kovács László; народився 3 липня 1939) — угорський державний і політичний діяч, дипломат.

## Біографія
Народився 3 липня 1939 року. Отримав хіміко-технологічну освіту. У 1968 закінчив Університет економічних наук ім. Карла Маркса, вечірнє відділення та партійну школу.
Працював у фармацевтичній промисловості, згодом в комсомольській організації Угорщини.
З 1975 — на різних посадах в міжнародному відділі Угорської соціалістичної робочої партії (УСРП).
З 1986 по 1989 — заступник міністра закордонних справ Угорщини.
У 1990 — член президії Угорської соціалістичної партії (УСП).
З 1994 по 1998 — міністр закордонних справ Угорщини в кабінеті Дьюли Хорна.
У 1995 — голова Організації з безпеки і співробітництва в Європі.
З 1998 — після переходу соціалістів в опозицію, обраний головою УСП, а з 2000 очолював фракцію соцпартії в парламенті Угорщини.
З 2002 по 2004 — міністр закордонних справ Угорщини в кабінетах Петера Медьєші і Ференца Дьюрчаня.
З 2003 по 2008 — віце-президент Соцінтерну.
З 2004 по 2010 — європейський комісар у справах оподаткування та митниці.